# Carlo Tagnin
Carlo Tagnin (Alessandria, 1932. november 18. – Alessandria, 2000. március 13.) olasz labdarúgó, középpályás, edző.

## Pályafutása

### Játékosként
1952 és 1954 között a Torino labdarúgója volt, de az első idényben kölcsönben az Alessandria csapatában szerepelt. 1954 és 1957 között a Monza, 1958–59-ben ismét az Alessandria, 1958–59-ben a Lazio játékosa volt. A római csapattal egy olaszkupa-győzelmet ért el. 1959 és 1961 között a Bari, 1962 és 1965 között az Internazionale labdarúgója volt. Az Interrel kétszeres olasz bajnok (1962–63, 1964–65) és BEK-győztes (1963–64, 1964–65) volt. 1965–66-ban az Alessandria csapatában fejezte be az aktív játékot.

### Edzőként
1972–73-ban az Albese, 1973–74-ben a Savona vezetőedzőjeként tevékenykedett. 1975 és 1983 között az Internazionale, 1983 és 1985 között az Alessandria ifjúsági csapatainál dolgozott edzőként. 1985–86-ban az Alessandria vezetőedzője volt.

## Sikerei, díjai
Lazio
- Olasz kupa (Coppa Italia)
  - győztes: 1958

 Internazionale
- Olasz bajnokság (Serie A)
  - bajnok (2): 1962–63, 1964–65
- Bajnokcsapatok Európa-kupája (BEK)
  - győztes (2): 1963–64, 1964–65
- Interkontinentális kupa
  - győztes: 1964